# Omphaloscelis postnigrescens
Omphaloscelis postnigrescens là một loài bướm đêm trong họ Noctuidae.